# Liste der Einträge im National Register of Historic Places im Benton County (Iowa)

Lage des Benton County in Iowa

Die Liste der Einträge im National Register of Historic Places im Benton County in Iowa führt die Bauwerke und historischen Stätten im Benton County auf, die in das National Register of Historic Places aufgenommen wurden.

## Legende
| NRHP | Historic Place    |
| HD   | Historic District |

## Aktuelle Einträge
| [ 2 ] | Name                                                         | Bild                                                         | Eintragsdatum        | Lage | Ort              | Beschreibung                                                                                              |
| ----- | ------------------------------------------------------------ | ------------------------------------------------------------ | -------------------- | --- | ---------------- | --- |
| 1     | Belle Plaine Main Street Historic District                   | Belle Plaine Main Street Historic District                   | 2013 ID-Nr. 13000828 | Abgegrenzt durch 7th Avenue, 9th Avenue, 11th Street und 13th Street 41° 53′ 46,8″ N, 92° 16′ 35,6″ W      | Belle Plaine     | |
| 2     | Benton County Courthouse                                     | Benton County Courthouse                                     | 1976 ID-Nr. 76000733 | East 4th Street 42° 10′ 5″ N, 92° 1′ 25″ W                                                                 | Vinton           | 1906 im Beaux-Arts-Stil errichtetes Justiz- und Verwaltungsgebäude des Benton County                      |
| 3     | Burlington, Cedar Rapids & Northern Passenger Station-Vinton | Burlington, Cedar Rapids & Northern Passenger Station-Vinton | 1990 ID-Nr. 90001852 | 612 2nd Avenue 42° 9′ 55″ N, 92° 1′ 19″ W                                                                  | Vinton           | 1899 errichtetes Bahnhofsgebäude der früheren Burlington, Cedar Rapids and Northern Railway; heute Museum |
| 4     | Central Vinton Residential Historic District                 | Central Vinton Residential Historic District                 | 2012 ID-Nr. 12000948 | Abgegrenzt durch 2nd Avenue, D Avenue, West 13th Street und West 6th Street 42° 9′ 44,9″ N, 92° 1′ 34,3″ W | Vinton           | |
| 5     | Herring Hotel                                                | Herring Hotel                                                | 2008 ID-Nr. 08001250 | 718 13th Street 41° 53′ 49,4″ N, 92° 16′ 34,9″ W                                                           | Belle Plaine     | Um 1900 errichtetes Hotel                                                                                 |
| 6     | Iowa Canning Company Seed House Building                     | Iowa Canning Company Seed House Building                     | 2012 ID-Nr. 12000094 | 201 1st Avenue 42° 10′ 9,6″ N, 92° 1′ 29″ W                                                                | Vinton           | Frühere Fabrikhalle der Iowa Canning Company                                                              |
| 7     | James Greer McQuilkin Round Barn                             |                                                              | 1986 ID-Nr. 86001414 | County Road D56 42° 15′ 51″ N, 91° 47′ 43″ W                                                               | Jackson Township | 1918 errichtete Rundscheune                                                                               |
| 8     | Frank G. Ray House & Carriage House                          | Frank G. Ray House & Carriage House                          | 1982 ID-Nr. 82000403 | 912 1st Avenue 42° 9′ 44″ N, 92° 1′ 26″ W                                                                  | Vinton           | 1890 im Queen-Anne-Stil errichtetes Wohnhaus                                                              |
| 9     | Round Barn, Bruce Township Section 3                         |                                                              | 1986 ID-Nr. 86001415 | Abseits des U.S. Highway 218 42° 17′ 31″ N, 92° 14′ 8″ W                                                   | Bruce Township   | 1910 errichtete Rundscheune                                                                               |
| 10    | Round Barn, Bruce Township Section 6                         |                                                              | 1986 ID-Nr. 86001416 | West of U.S. Route 218 42° 17′ 13″ N, 92° 16′ 50″ W                                                        | Bruce Township   | 1914 errichtete Rundscheune                                                                               |
| 11    | Sankot Motor Company                                         | Sankot Motor Company                                         | 1995 ID-Nr. 95000558 | 807 13th Street 41° 53′ 49″ N, 92° 16′ 32″ W                                                               | Belle Plaine     | Im Jahr 1900 errichtete Autowerkstatt                                                                     |
| 12    | Shellsburg Bridge                                            |                                                              | 1998 ID-Nr. 98000770 | Brücke der Sells Street über den Bear Creek 42° 5′ 36,3″ N, 91° 52′ 10,1″ W                                | Shellsburg       | Im Jahr 1900 errichtete Bogenbrücke aus Beton                                                             |
| 13    | Upper Stone Schoolhouse                                      |                                                              | 1983 ID-Nr. 83000340 | 31st Avenue Ecke 58th Street Drive 42° 10′ 28″ N, 91° 53′ 29″ W                                            | Benton Township  | 1875 errichtetes Schulgebäude                                                                             |
| 14    | Vinton Public Library                                        | weitere Bilder                                               | 1983 ID-Nr. 83000341 | 510 2nd Avenue 42° 9′ 58″ N, 92° 1′ 20″ W                                                                  | Vinton           | 1904–1904 errichtete öffentliche Bibliothek                                                               |
| 15    | Youngville Cafe                                              | Youngville Cafe                                              | 2007 ID-Nr. 06001321 | 2409 73rd Street 41° 57′ 57″ N, 92° 1′ 32″ W                                                               | Watkins          | 1901 im Stil des Tudor Revival errichtetes Café und Restaurant                                            |
| 16    | Frank E. and Katie (Cherveny) Zalesky House                  | Frank E. and Katie (Cherveny) Zalesky House                  | 2012 ID-Nr. 12000191 | 802 9th Avenue 41° 53′ 32,7″ N, 92° 16′ 31,1″ W                                                            | Belle Plaine     | |